# لاگر (نوشیدنی)

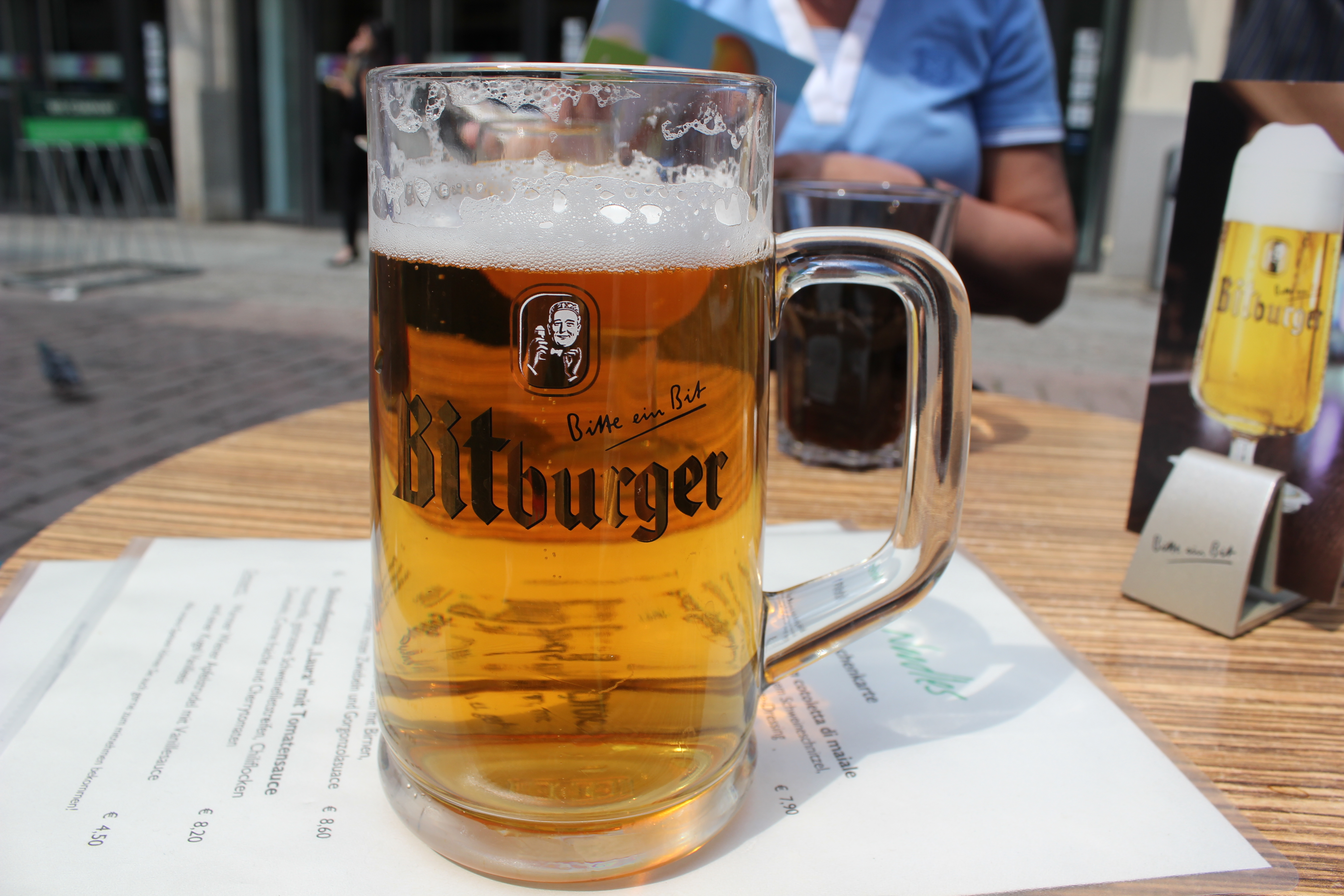
یک لیوان لاگر از بیتبورگر، یک آبجوسازی آلمانی

لاگِر (به آلمانی: Lager) (‎/ˈlɑːɡər/‎; آلمانی: [ˈla:ɡɐ] ) یک سبک از آبجو است که در دمای پایین تولید و نگهداری می‌شود. لاگرها می‌توانند روشن، کهربایی یا تیره باشند. لاگرِ روشن رایج‌ترین و پراستفاده‌ترین سبک تجاری آبجو است. واژهٔ «لاگر» از کلمهٔ آلمانی به معنی «انبار» گرفته شده است، زیرا آبجو قبل از مصرف، معمولاً در همان غارهای خنکی که در آنجا تخمیر شده بود، نگهداری می‌شد.
علاوه بر نگهداری در دمای سرد، بیشتر لاگرها به دلیل استفاده از ساکارومایسس پاستوریانوس که یک مخمر «تخمیر کننده از پایین» است و در دماهای نسبتاً پایین تخمیر می‌کند، متمایز می‌شوند.

## ریشه‌شناسی
تا قرن نوزدهم، کلمهٔ آلمانی Lagerbier به تمام انواع آبجویی که به صورت کف‌نشین تخمیر شده و در دمای پایین نگهداری می‌شد اشاره داشت. در آلمان امروزی، این کلمه عمدتاً به آبجوهایی اشاره دارد که از جنوب آلمان می‌آیند، که یا "هِلِس" (روشن) یا "دونکِلْس" (تیره) هستند. پیلزنر، که لاگری روشن‌تر و تلخ‌تر است، بیشتر با نام‌های "پیلسنر"، "پیلسنر" یا "پیلس" شناخته می‌شود. سایر لاگرها شامل بوک، مِرتسن و شوارتس‌بیر هستند. در بریتانیا، این اصطلاح معمولاً به لاگرهای روشن مشتق‌شده از سبک پیلسنر اشاره دارد.

## تاریخچهٔ آبجوسازی لاگر

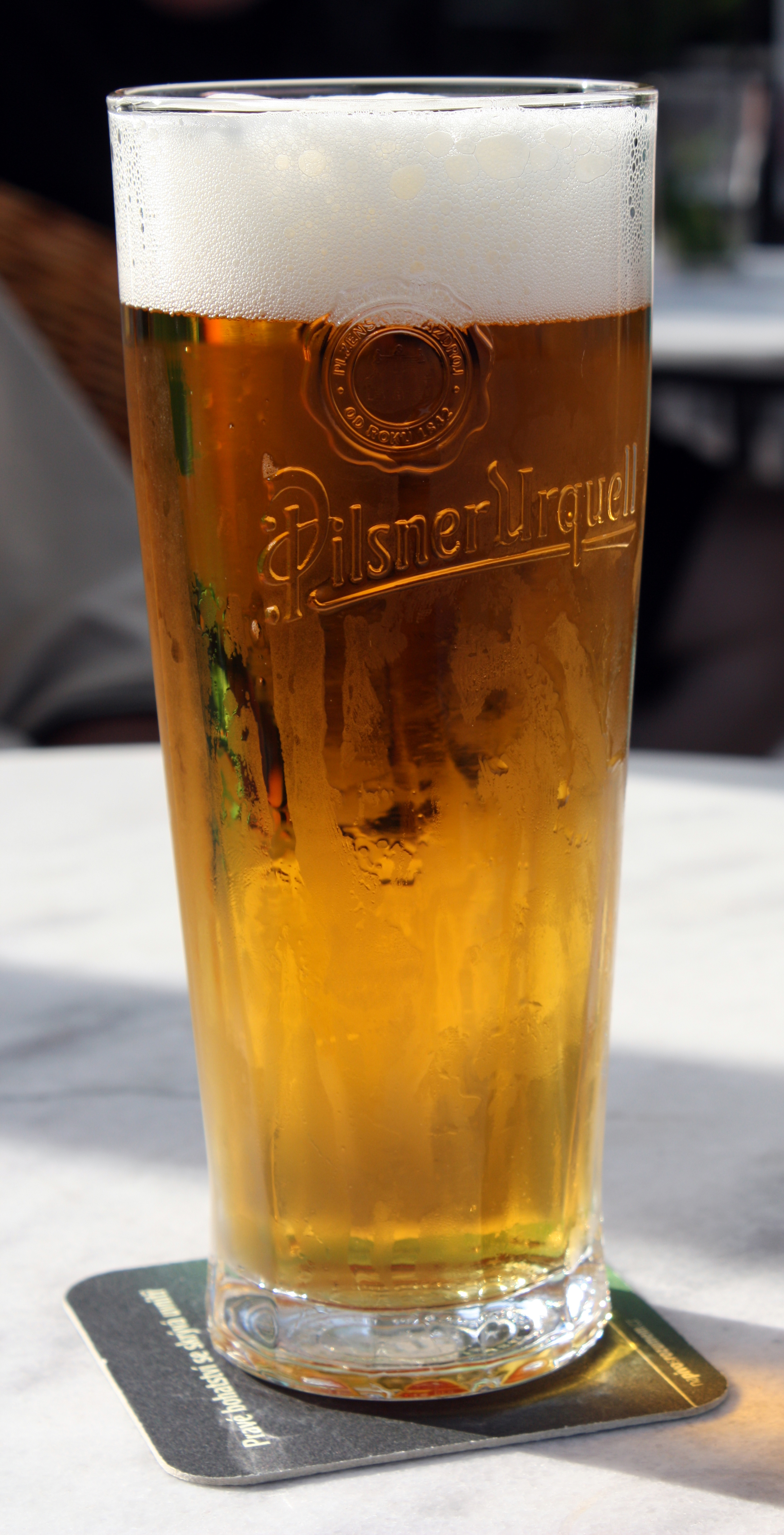
لاگر چکی

در حالی که نگهداری سرد آبجو، که به آن «لاگرینگ» گفته می‌شود، مثلاً در غارها، در طول دورهٔ قرون وسطی رایج بود، به نظر می‌رسد مخمر کف‌نشین از هیبریداسیون (دورگه‌سازی) در اوایل قرن پانزدهم پدید آمده باشد.
در سال ۲۰۱۱، گروهی از پژوهشگران اعلام کردند که ساکارومایسس اوبایانوس مسئول ایجاد مخمر هیبریدی است که برای ساخت لاگر استفاده می‌شود.
بر اساس تعداد کارخانه‌های آبجوسازی، آبجوسازی لاگر بین سال‌های ۱۸۶۰ تا ۱۸۷۰ در پادشاهی بوهم به شکل اصلی آبجوسازی تبدیل شد، همان‌طور که در جدول زیر نشان داده شده است:
| سال  | کل کارخانه‌ها | کارخانه‌های لاگر | درصد لاگر |
| ---- | ------------ | --------------- | --------- |
| ۱۸۶۰ | ۴۱۶          | ۱۳۵             | ۳۲٫۵٪     |
| ۱۸۶۵ | ۵۴۰          | ۴۵۹             | ۸۵٫۰٪     |
| ۱۸۷۰ | ۸۴۹          | ۸۳۱             | ۹۷٫۹٪     |

در قرن نوزدهم، پیش از ظهور یخچال، کارخانه‌های آبجوسازی آلمانی برای لاگرینگ زیرزمین‌هایی می‌کَندند و آنها را با یخ‌هایی از دریاچه‌ها و رودخانه‌های نزدیک پر می‌کردند که در طول ماه‌های تابستان آبجو را خنک نگه می‌داشت. برای محافظت بیشتر از این زیرزمین‌ها در برابر گرمای تابستان، درختان شاه‌بلوط هندی می‌کاشتند که سایه‌های گسترده و متراکم اما ریشه‌های سطحی داشتند که به غارها نفوذ نمی‌کردند. این سنت سرو آبجو در این مکان‌ها به بیرگارتن‌های مدرن امروزی منجر شد.
رشد لاگر همراه با توسعهٔ تبرید بود، زیرا این امکان را فراهم آورد که در تمام طول سال لاگر تولید شود (پیش از آن، تولید در تابستان در بسیاری از نقاط آلمان ممنوع بود) و یخچال‌های کارآمد امکان تولید لاگر در مکان‌های بیشتر و حفظ سرما تا زمان سرو را فراهم کردند. اولین مخازن بزرگ لاگرینگ مجهز به سیستم تبرید برای کارخانهٔ آبجوسازی اسپاتن گابریل زدلمایر در مونیخ توسط کارل فن لینده در سال ۱۸۷۰ توسعه یافت.

## فرایند تولید
لاگر از فرایند تخمیر سرد استفاده می‌کند و پس از آن، در انبار سرد برای رسیدن و بلوغ نگهداری می‌شود. مخمری که معمولاً در تولید لاگر به کار می‌رود، ساکارومایسس پاستوریانوس است. این مخمر خویشاوند نزدیکی با ساکارومایسس سرویزیه است که برای تولید اِیل‌ها استفاده می‌شود و تخمیر آن در دمای گرم ۱۸ تا ۲۴ درجهٔ سانتی‌گراد انجام می‌شود.
اگرچه در سنت راینهایتسگبوت آلمانی استفاده از افزودنی‌ها ممنوع است، اما در برخی کشورها لاگرها ممکن است شامل مقداری افزودنی باشند که معمولاً برنج یا ذرت است. افزودنی‌ها به منظور رقیق کردن بدنهٔ آبجو و متعادل کردن مقادیر بالای پروتئینی که از جوی شش‌ردیفه وارد می‌شود، وارد فرایند آبجوسازی ایالات متحده شدند. امروزه افزودنی‌ها اغلب برای افزودن مقدار زیادی قند به آبجو استفاده می‌شوند و به این ترتیب درصد الکل را با هزینه‌ای کمتر نسبت به ترکیب تمام مالت افزایش می‌دهند. با این حال، مواردی وجود دارد که استفاده از افزودنی‌ها در واقع هزینهٔ تولید را افزایش می‌دهد.
امکان استفاده از مخمر لاگر در فرایند آبجوسازی وجود دارد، مانند آبجوی آمریکایی استیم بیر؛ در حالی که ایل‌های آلمانی آلت‌بیر و کُلش با مخمر اِیل ساکارومایسس سرویزیه که در بالا تخمیر می‌شود ساخته می‌شوند، اما به شکل لاگر در انبار سرد رسیده و طبقه‌بندی آنها obergäriges lagerbier (آبجوی لاگر تخمیر بالا) است.

## گونه‌ها
لاگرها از نظر رنگ از بسیار روشن تا آبجوهای کهربایی مانند لاگر وین تا قهوه‌ای تیره و سیاه مانند دونکل و شوارتس‌بیر متغیرند. شدت رنگ به نوع دانه‌های به کار رفته در آبجو بستگی دارد؛ لاگرهای روشن‌تر از جوی بونداده استفاده می‌کنند و ممکن است دانه‌های دیگری مانند برنج یا ذرت به آن اضافه شود تا رنگ را روشن‌تر کرده و طعم را ترد و روشن‌تر کند. لاگرهای تیره‌تر از دانه‌ها و مالت‌های بوداده‌شده استفاده می‌کنند که طعمی بیشتر بوداده و حتی کمی سوخته ایجاد می‌کند.

### لاگر روشن

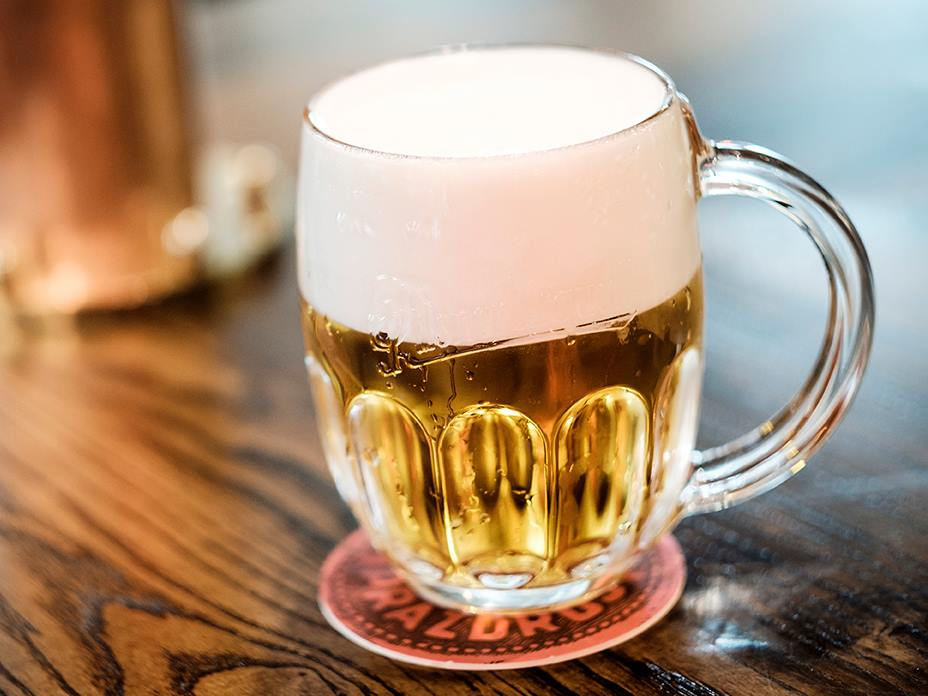
آبجوی پیلزنر چکی

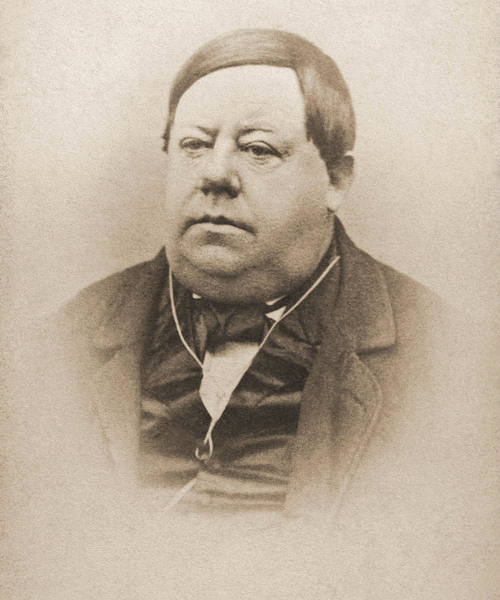
یوسف گرول، که گاهی «پدر پیلزنر» نامیده می‌شود

شایع‌ترین نوع لاگر در تولید جهانی، لاگرهای روشن هستند. طعم این لاگرهای روشن معمولاً ملایم است و تولیدکنندگان اغلب توصیه می‌کنند که این آبجوها سرد سرو شوند.
لاگر روشن آبجویی با رنگ بسیار روشن تا طلایی است که بدنه‌ای خوب صاف‌شده و تلخی مالت اصیل دارد. فرایند تولید این آبجو در نیمهٔ قرن نوزدهم توسعه یافت، زمانی که گابریل سیدل‌مایر تکنیک‌های تولید پِیل اِیل را به کارخانهٔ آبجوسازی اسپاتن در آلمان برد و آن را به روش‌های موجود تولید لاگر اضافه کرد.
این روش توسط دیگر کارخانه‌های آبجوسازی، به ویژه کارخانهٔ پیلزنر اورکول در پلزن، پادشاهی بوهم (که اکنون بخشی از جمهوری چک است)، جایی که یوسف گرول نخستین آبجوی پیلزنر را تولید کرد، پذیرفته شد. آبجوهای حاصل که رنگ روشن، سبک و پایدار داشتند، بسیار موفق بودند و به تدریج در سراسر جهان پخش شدند تا تبدیل به رایج‌ترین نوع آبجوی مصرفی شوند. نوع دیگری از لاگر روشن، هِلِس است که بومی مونیخ است.

### لاگر کهربایی
لاگرهای کهربایی معمولاً رنگی تیره‌تر نسبت به لاگرهای روشن دارند، اغلب به رنگ عمیق یا کهربایی. از جمله سبک‌های رایج لاگر کهربایی می‌توان به مِرتسن اشاره کرد که به‌طور سنتی در مونیخ برای جشن اکتبر تهیه می‌شود، بوک که لاگری کهربایی با محتوای الکلی بالاتر است و منشأ آن از آینبک در مرکز آلمان است، و همچنین لاگر وین که در سراسر جهان پخش شده است.

سبک لاگر وین توسط آنتون درهر در اواخر دههٔ ۱۸۳۰ توسعه یافت. در سفر به انگلستان و اسکاتلند در سال ۱۸۳۳ همراه با گابریل سیدلمایر، درهر دانش ساخت مالت روشن را کسب کرد. درهر تکنیک‌های ساخت مالت روشن را با تخمیر کف‌روی سرد ترکیب کرد و از مخمری که سیدلمایر به او داده بود استفاده نمود. در اواخر سال ۱۸۴۰، آنتون درهر شروع به اجارهٔ یک زیرزمین برای رسیدگی آبجوی خود در شرایط سرد کرد که به این فرایند «لاگرینگ» گفته می‌شود. آبجوی حاصل طعمی پاک و نسبتاً روشن برای آن زمان داشت که به دلیل استفاده از کوره‌های هوای گرم «انگلیسی» بدون دود بود و رنگی کهربایی روشن ایجاد می‌کرد.: ۸–۱۸ 
این سبک آبجو به‌ویژه به خاطر رستوران و سالن آبجوخانهٔ کارخانهٔ درهر در نمایشگاه جهانی ۱۸۶۷ در پاریس به شهرت بین‌المللی رسید و توسط بسیاری از کارخانه‌های آبجوسازی آمریکایی که توسط مهاجران آلمانی تأسیس شده بودند، تقلید شد.: ۳۲–۳۴  نخستین آبجوی کهربایی رنگ مرتسن جشن اکتبر که توسط کارخانهٔ فرانسیسکنر-لایست‌برو در سال ۱۸۷۲ ساخته شد نیز آبجویی به سبک وین با قدرت بالاتر بود.: ۶۱–۶۲ 
سبک لاگر وین تا به امروز باقی مانده است، عمدتاً به دلیل ظهور صحنهٔ آبجوسازی خرد، خانگی و هنر آبجو در ایالات متحده در دهه‌های ۱۹۸۰ و ۱۹۹۰.: ۹۰  به دلیل تأثیر جنبش آبجوی هنر آمریکایی، لاگر وین دوباره در اروپا یافت می‌شود، از جمله کارخانه‌های آبجوسازی سنتی اتریش مانند اتاکرینگر و شوِشتر که این سبک آبجوی کهربایی روشن را دوباره در مجموعه محصولات خود قرار داده‌اند.: ۹۳ 
لاگر وین معمولاً رنگی از مسی تا قهوه‌ای مایل به قرمز دارد، تلخی پایین، پروفیل کمرنگی از رازک، عطر مالت و درصد الکل ۴٫۸ تا ۵٫۴ درصد دارد.

### لاگر تیره

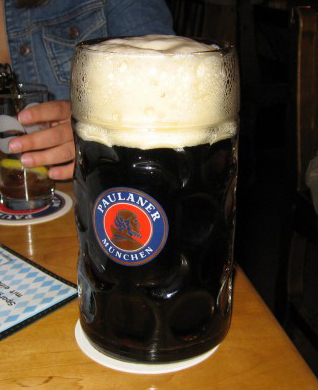
آبجوی دونکل آلمانی

لاگرهای روشن تا اواخر قرن نوزدهم رایج نبودند، زمانی که استفاده از مالت‌های کم‌بوداده‌تر رواج یافت. لاگرهای تیره ممکن است بسته به منطقه، رنگ یا روش آبجوسازی به نام‌های «دونکل»، «تمآوه» یا «شوارتس‌بیر» شناخته شوند.
«تمآوه» در زبان چکی به معنی «تیره» است – آبجوهایی که به قدری تیره‌اند که سیاه به نظر می‌رسند، «چرن پیوو» به معنی «آبجوی سیاه» نامیده می‌شوند. «دونکِل» به معنی «تیره» در زبان آلمانی است. با درصد الکل بین ۴٫۵ تا ۶ درصد، دونکل ضعیف‌تر از «دوپل‌باک»، آبجوی تیره‌تر و قوی‌تر باواریایی است. دونکل سبک اصلی آبجوی روستاها و مناطق باواریایی بود. «شوارتس‌بیر» آبجوی بسیار تیره‌تر و تقریباً سیاهی است که طعمی شکلاتی یا شبیه شیرینی‌تلخ دارد، مشابه «استوت»، و در زاکسن و تورینگن تولید می‌شود.